# 夏鼎基
夏鼎基爵士，KBE，CMG，JP（Sir ，1925年7月6日—1999年9月27日），港英政府官員，曾於1971年至1981年間擔任香港財政司、1981年至1985年間擔任香港布政司。在任職財政司期間，夏鼎基将郭伯偉的不干预主义修订为積極不干預（positive non-interventionism）經濟政策，并在香港实施。

## 早期生活
夏鼎基與其兄妹大衛及帕米娜皆生於澳洲塔斯曼尼亞州荷伯特。他早年受教於塔斯馬尼亞大學及劍橋大學國王學院。其後，他在1952年加入服務英國殖民地的行列，並被指派往英屬肯尼亞工作。1961年，夏鼎基被指派往東非的殖民地塞舌爾擔任財政司一職，至1963年被調往香港政府工商署工作。他於1965年被委任為工商署副署長，隨後升任副經濟司。1969年1月，他晉升為副財政司。

## 財政司生涯
1971年7月，夏鼎基接替郭伯偉，擔任財政司一職，成為港英政府核心官員。比起郭伯偉，夏鼎基被認為更願意與其他人在預算和貨幣政策上展開討論。夏鼎基認為，香港政府應在財經事務上承擔更多的責任。他留意到，香港政府一向採取一種相似但並不足以形容為「自由放任」的經濟政策處事。1980年，他在財政預算案演講中，將這種獨特的情況定調為「積極不干預」。
他指出，政府不應控制自由市場的資源供應而擾亂市場運作，自由市場應承受投資操作失敗時為自己帶來的惡果，而政府只應在特定的範圍上執行其義務。首先，夏鼎基承認政府的預算和貨幣政策會影響整個經濟市場，而政府操作失誤時，它有責任進行適度干預。其次，政府應準備向銀行和證券業者施加指導及約束。再者，政府應成立諮詢機構，使私人利益最大化及公眾利益能夠受保障。最後，政府應提供市場生活的基本保障，包括法律、醫療保障、滅火服務、衛生管理、興建更多道路及排污系統等，以及向房屋、教育、醫療、衛生服務及社會福利等範疇注資。
1972年，港元匯率因英鎊貶值而急跌，但當時的政府並無美元儲備去維持匯率水平。因此，當時的政府為了美元而被迫出售英鎊，從而購入港幣支持匯率，這時香港已改與美元掛鈎。1973年7月，港元匯率再度因聯繫貨幣美元貶值所累而下試低位，這時香港出現資金外流的情況。1973年8月，夏鼎基與總督麥理浩試圖放棄採用英鎊為儲備貨幣，但被英廷拒絕，而英國政府之後提出了一個單方面承諾，保證英鎊的穩定性。1974年，因美元弱勢的緣故，港元又改為自由浮動。然而，浮動匯率引起不少社會問題，包括令通脹上升至9.5%的水平。他認為香港政府不應採用主動干預經濟政策處事，並指出應相信市場自行調節的機制。然而，他後來承認這段時期確實過分相信自行調節，而造成社會經濟紛亂。
在任財政司期間，夏鼎基很關心急升的政府開支。麥理浩管治期間，政府曾連續三年錄得巨大的赤字，夏鼎基形容這為「顯然不能接受的」。他提出不少稅制改革以增加政府收入，以及革除政府在此範疇上的不主動性。1973年至1975年三份財政預算案中，夏鼎基皆提出重新加設利得稅的建議，然而受商界的反對而沒有實行。
他亦跟從郭伯偉的構想，希望增加股息稅增加政府收入。1976年，他成立第三屆稅務條例檢討委員會研究相關事務。這個建議最終受立法局非官守議員的反對而擱置，並只有提高利得稅的建議獲接納。
英國在1973年向夏鼎基頒贈聖米迦勒及聖喬治勳章（CMG）以表揚他的服務。1980年，英國向他頒贈大英帝國勳章（KBE），使他獲得爵士勳銜。

## 布政司生涯
夏鼎基的布政司生涯較財政司時期相對平淡。1981年11月，他晉升為布政司，成為香港政府內的第二把交椅。在任期間，他監督了區議會的成立及1982年及1985年的區議會選舉。他亦在1985年監督了區域市政局的準備工夫。此外，他曾多次在港督缺位期間署任港督一職。

## 個人生活
1985年，他從公共服務行列中退休，返回英国。1999年9月27日，他在乘搭的士回到老人之家之際，在的士內心臟病發逝世，終年74歲。
他的妻子為伊利沙伯·雅麗·辛普森（Elizabeth Alice Simpson），他們於1948年結婚。伊利沙伯曾為香港設計多款紀念硬幣，其中包括慶祝1997年主權移交套裝硬幣的背面圖案。夏鼎基擁有兩個兒子及一個女兒，他的長子查理斯·夏鼎基於2011年被委任為英格蘭及威爾斯高等法院的法官。夏鼎基還是演員潔西·凱芙的曾祖父，她曾在電影哈利波特—混血王子的背叛中飾演文妲·布朗。
位於香港中文大學的「夏鼎基運動場」是紀念他對香港的貢獻。
在香港生活20餘年，但他亦以對中式食品及中式宴會的厭惡為名，因此，他經常堅持點牛扒作膳食。

## 公職生涯序列
在香港擔任的職務
- 1962年12月：加入香港政府政務職系，出任高級政務官。
- 1963年1月：工商署助理署長
- 1963年10月：工商署緝私隊助理總監
- 1963年12月：晉升首長級丙級政務官
- 1965年12月：工商署副署長
- 1967年9月：輔政司署副經濟司
- 1968年3月：晉升首長級乙二級政務官
- 1969年1月：晉升副財政司
- 1971年7月：晉升財政司
- 1981年7月： 候任布政司
- 1981年11月：布政司
- 1985年5月：退休

## 外部連結
- 香港特別行政區行政長官聲明 （页面存档备份，存于）
- 2001年2月15日 （页面存档备份，存于） 曾蔭權理財哲學師承夏鼎基

| 政府职务          | 政府职务              | 政府职务          |
| ----------------- | --------------------- | ----------------- |
| 前任： 郭伯偉爵士 | 財政司 1971-1981      | 繼任： 彭勵治爵士 |
| 前任： 姬達爵士   | 布政司 1981-1985      | 繼任： 鐘逸傑爵士 |
| 前任： 麥理浩勳爵 | 香港總督（署理） 1982 | 繼任： 尤德爵士   |